# Eumacroxiphus imitatus
Eumacroxiphus imitatus är en insektsart som beskrevs av Sigfrid Ingrisch 1998. Eumacroxiphus imitatus ingår i släktet Eumacroxiphus och familjen vårtbitare. Inga underarter finns listade i Catalogue of Life.